# TSS Duke of Lancaster
Le TSS Duke of Lancaster est un ancien paquebot britannique qui a été opéré en Europe de 1956 à 1979. Il a remplacé le RMS Duke of Lancaster (en) qui appartenait à l'ancienne entreprise ferroviaire britannique London, Midland and Scottish Railway (LMS).
Il est actuellement échoué près de Mostyn Docks (Flintshire), sur la rivière Dee, au nord-est du Pays de Galles.
Ce bâtiment est inscrit au registre du National Historic Ships depuis 2010 et il est aussi l'un des nombreux bateaux de la National Historic Fleet.

## Histoire
Avec ses sister-ships TSS Duke of Rothesay et TSS Duke of Argyll, il a été parmi les derniers paquebots à être construit pour British Railways. Il a été construit au chantier naval Harland and Wolff de Belfast et achevé en 1956. Il a été conçu pour fonctionner à la fois comme un ferry (principalement sur la ligne Heysham-Belfast) et comme un navire de croisière en Europe (les îles écossaises, Belgique, Danemark, Pays-Bas, Norvège et Espagne.
Depuis le milieu des années 1960, les navires à passagers ont été progressivement remplacés par des rouliers. Plutôt que d'entreprendre l'option coûteuse de renouveler leur flotte, les chemins de fer britanniques ont opéré leur conversion. Duke of Lancaster a cessé totalement les croisières. Le 25 avril 1970, le navire est revenu au service, après avoir été équipé d'un pont pour accueillir les véhicules par l'intermédiaire d'une porte arrière. Le navire pouvait contenir 105 voitures réduisant son espace pour 1.200 passagers avec des cabines pour 400 passagers.
Les trois navires ont continué sur la ligne Heysham-Belfast jusqu'à ce que le service soit retiré le 5 avril 1975. Duke of Lancaster a été brièvement employé sur la ligne Fishguard -Rosslare, avant de devenir navire de réserve sur Holyhead-Dún Laoghaire jusqu'en Novembre 1978. Le navire a ensuite été relégué à Barrow-in-Furness dans le Comté de Cumbria.

## Fun Ship
Duke of Lancaster a été reconverti en Casino à Llanerch-y-Mor, en août 1979 sous le nom de The Fun Ship. Après beaucoup de péripéties judiciaires et autres, il a fermé en 2004.
En dépit d'avoir sa peinture extérieure couverte de rouille, l'intérieur du navire était en bon état.
Au début de 2012, plusieurs collectionneurs locaux de jeux d'arcade ont conclu un accord avec la Solitaire Liverpool Ltd et ont pu acheter la plupart des machines à sous laissées à l'intérieur du navire au moment où le Casino a fermé.

## Depuis 2012
Le plan est de transformer le navire en une grande galerie d'art en plein air au Royaume-Uni. En août 2012, l'artiste graffeur letton Kiwie a été chargé de graffer le navire, suivi d'autres artistes européens et britanniques jusqu'en 2013. L'une des œuvres d'art est une représentation du premier capitaine du navire, John 'Jack' Irwin.